# 레오나르도 익스프레스

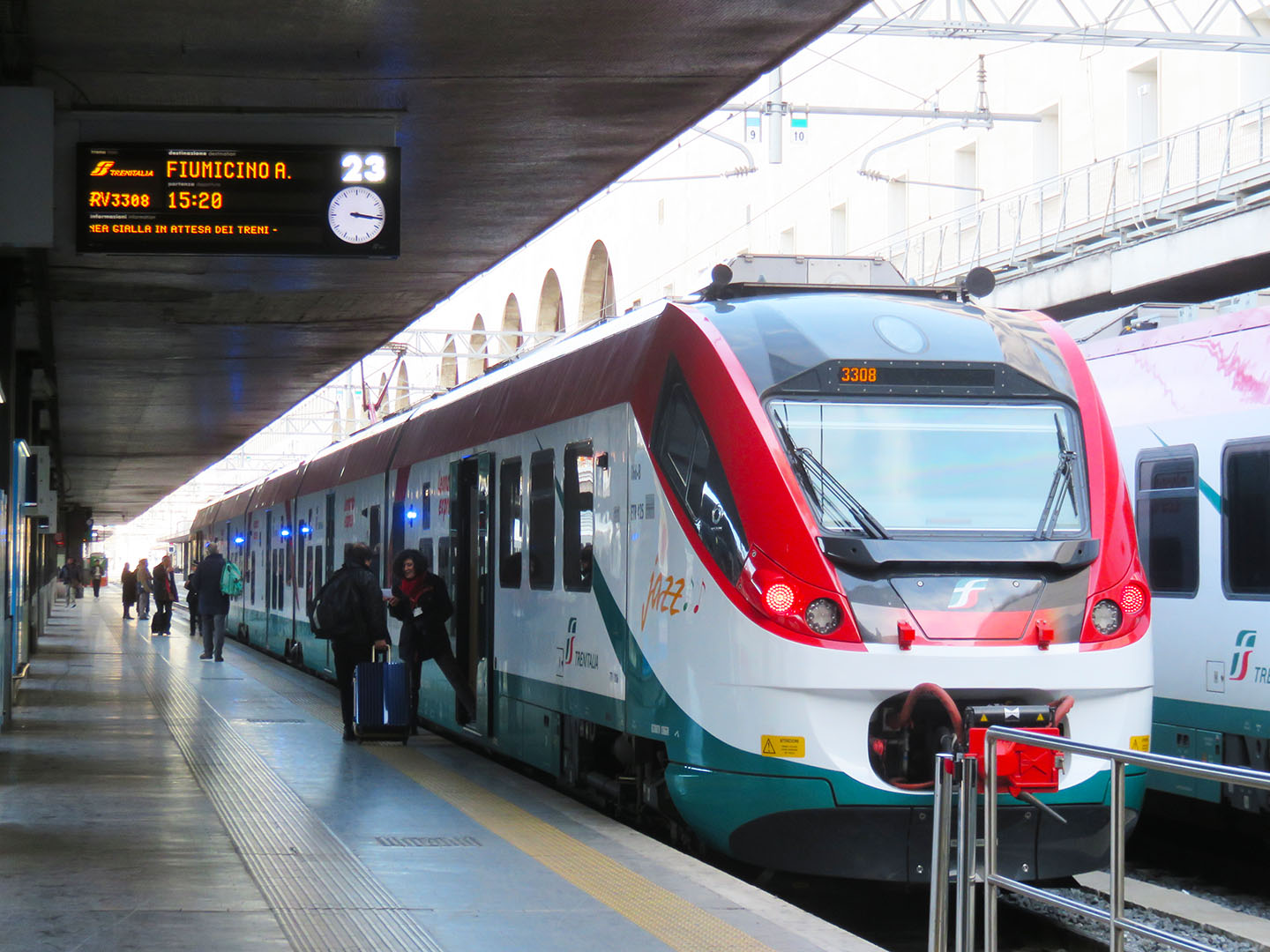
레오나르도 익스프레스

레오나르도 익스프레스(Leonardo Express)는 레오나르도 다 빈치 국제공항의 피우미치노 아에로포르토 역에서 로마 테르미니 철도역까지 30분동안 운행하는 철도 교통이다.

## 같이 보기
- 로마 지하철
- 라치오 철도
- 이탈리아의 철도